# Kossuth tér (Kaposvár)

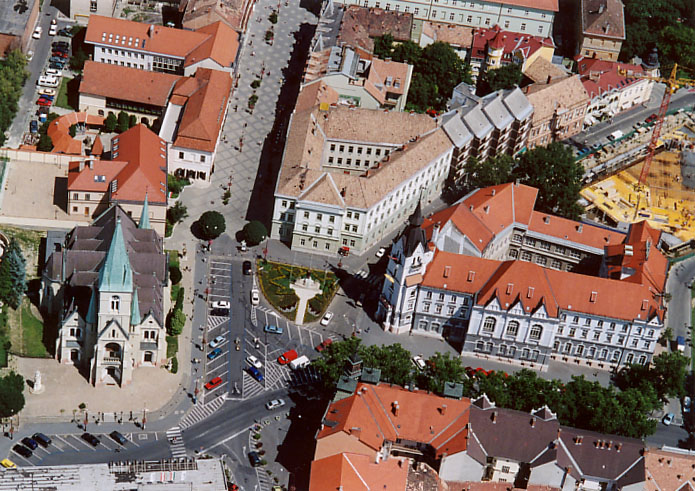
Légi felvétel a térről, még 2003-as felújítása előttről

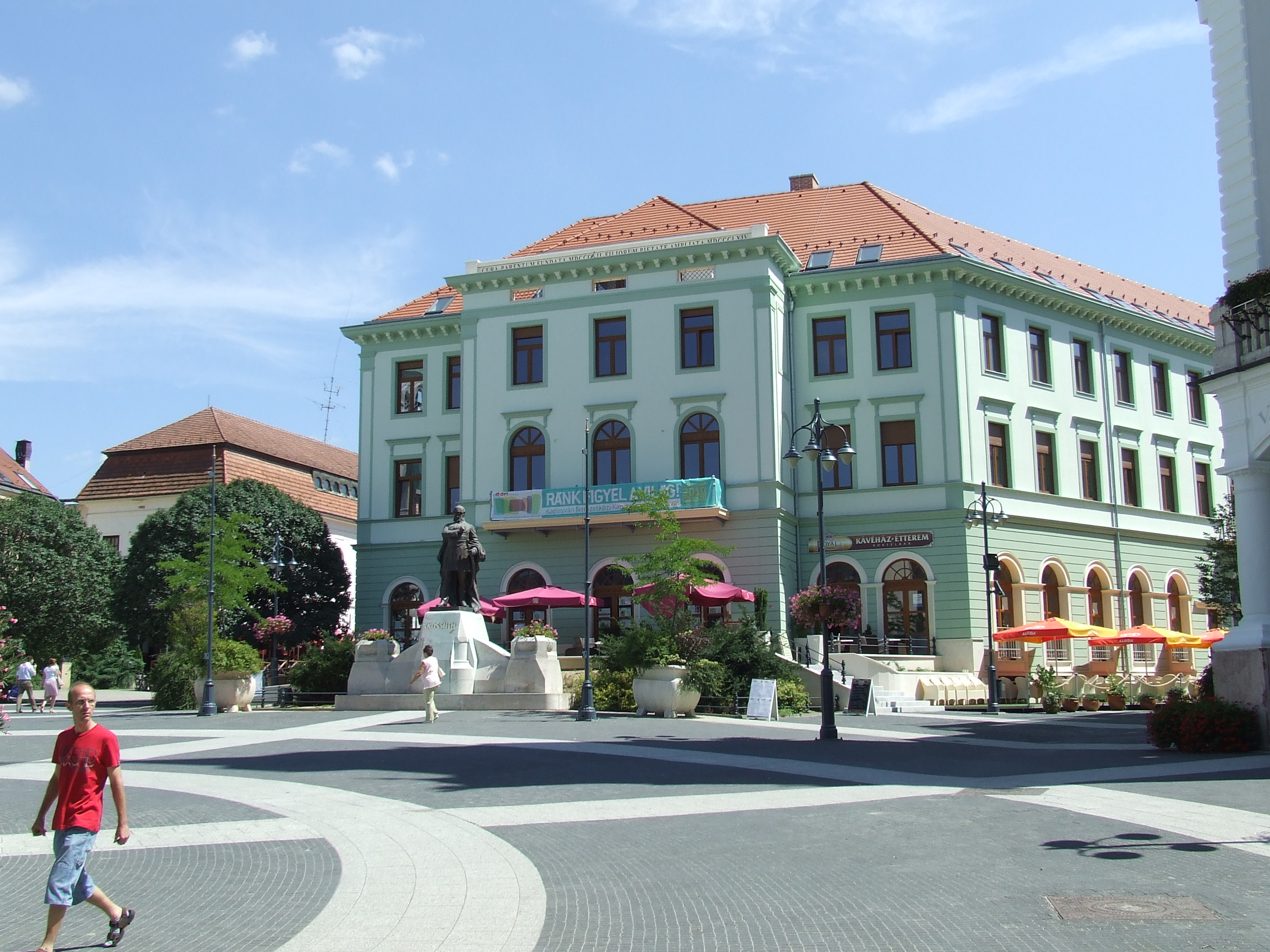
Kossuth Lajos szobra és az egykori Pénzügyi Palota

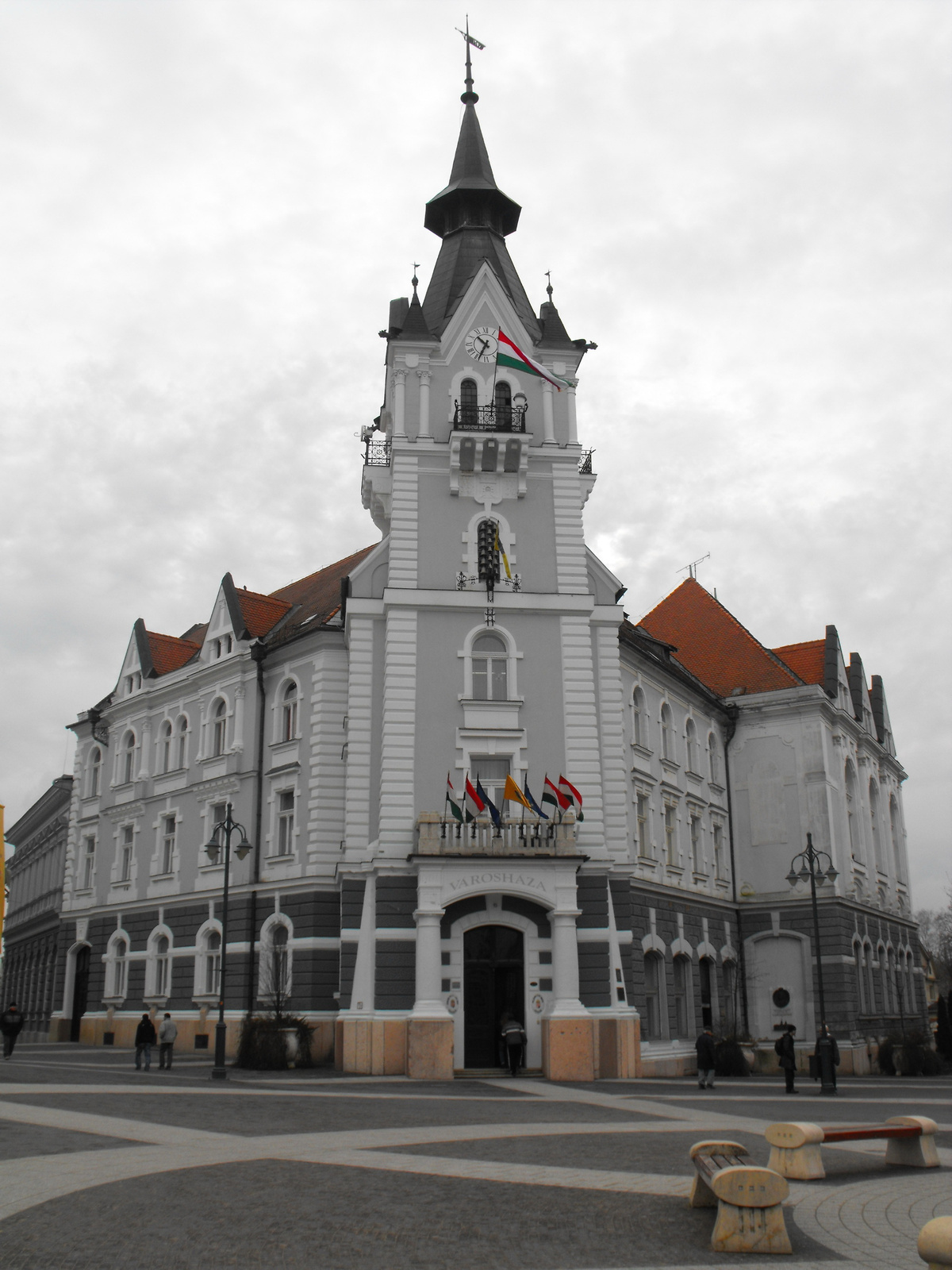
A Városháza

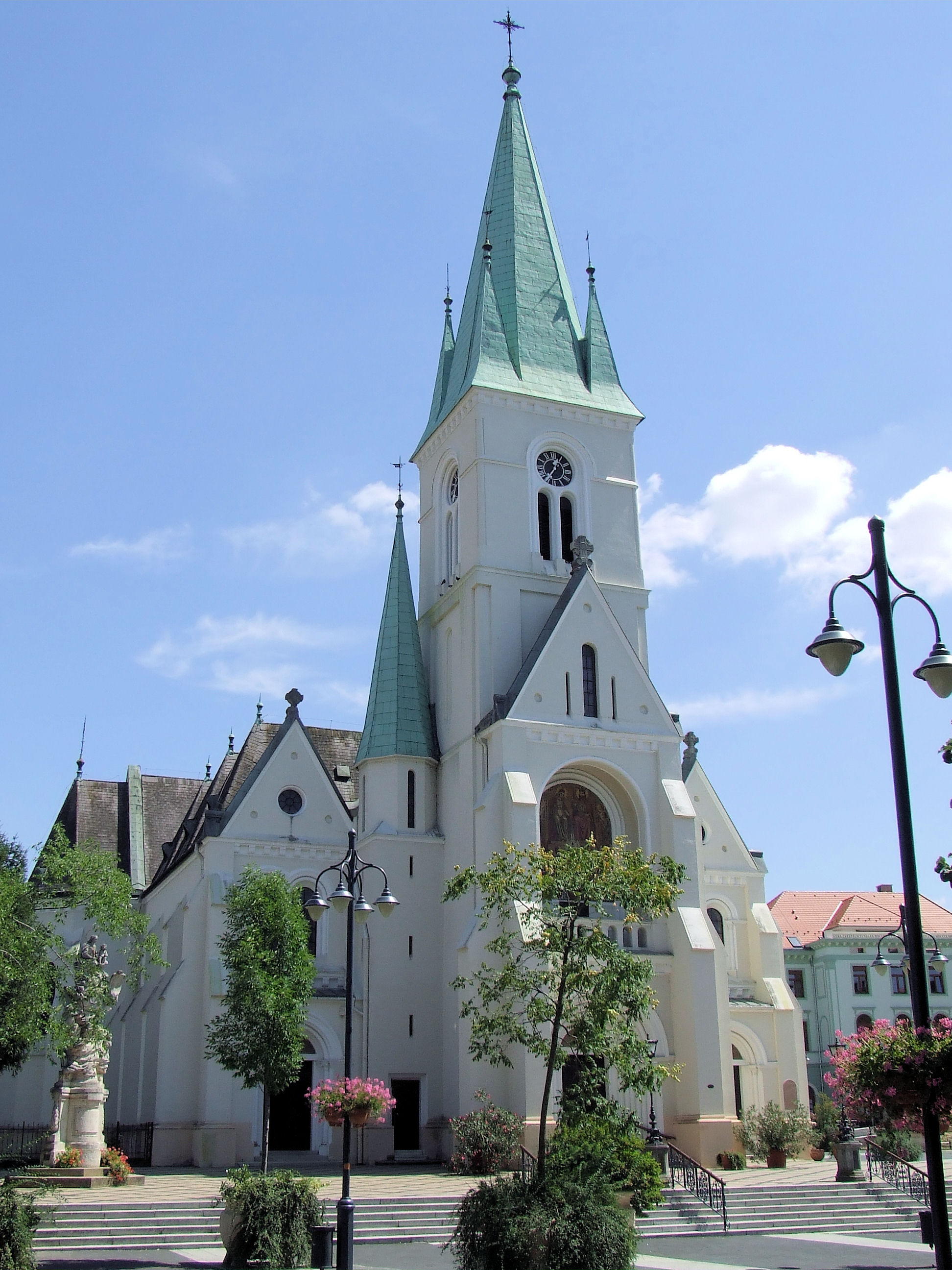
A székesegyház

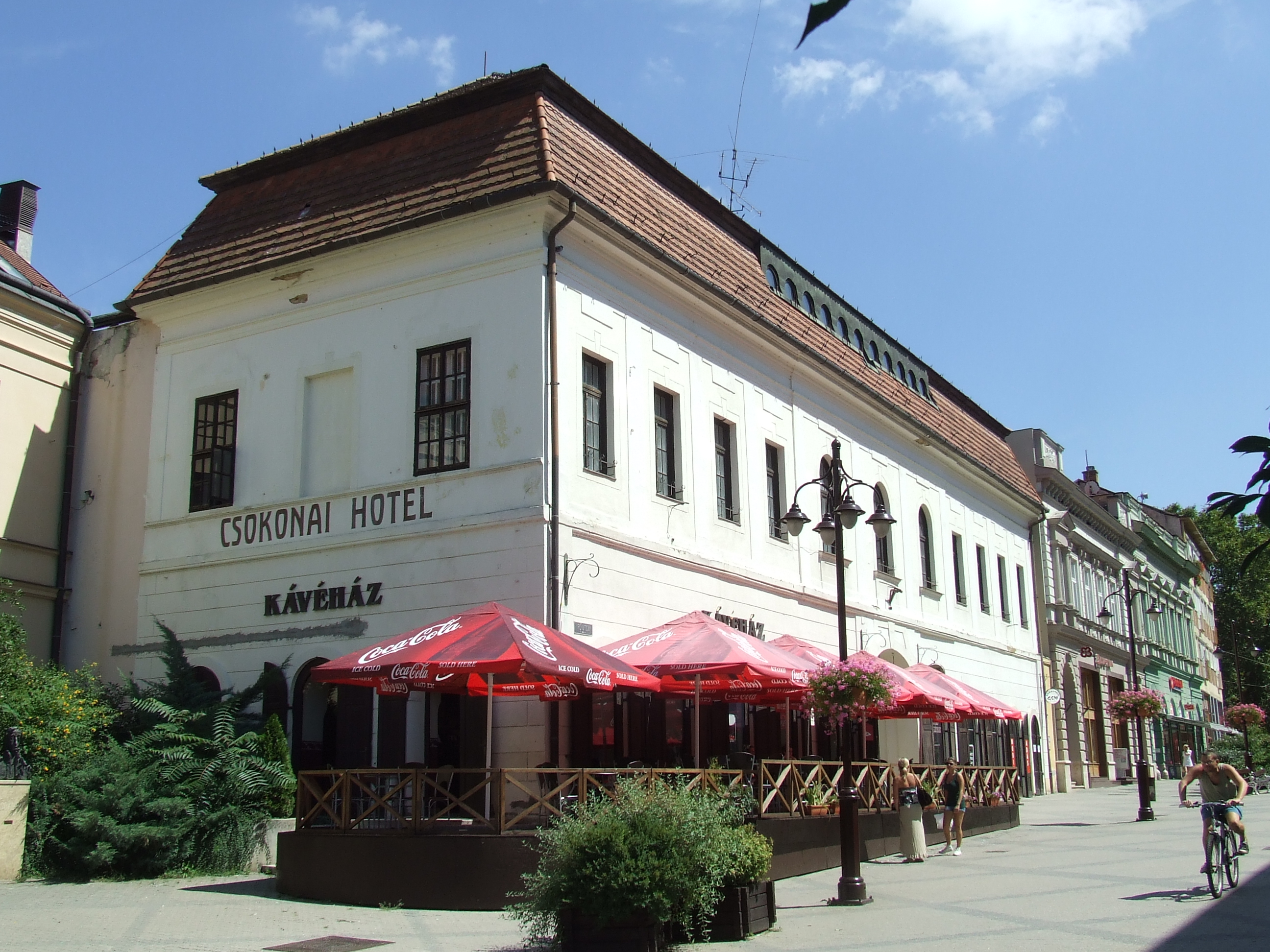
A Dorottya-ház

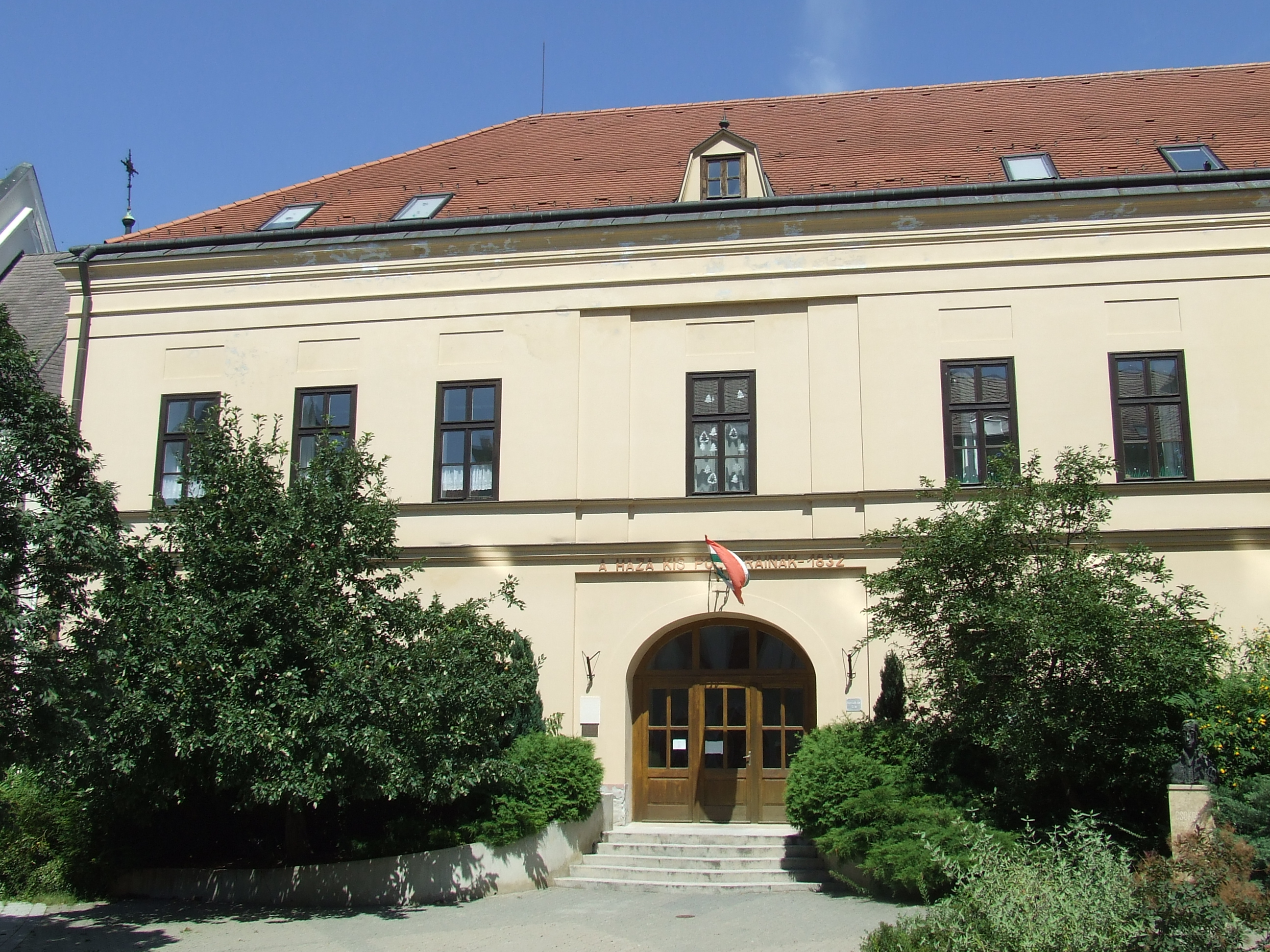
A Haza Kis Polgárainak épülete

A Kossuth tér Kaposvár főtere. 2003-as felújítása óta Magyarország legszebb főterei között tartják számon: 2010-ben a Fő utcával együtt együtt elnyerte a Magyarország legszebb főtere és főutcája díjat, 2017-ben pedig az Európai Virágos Városok és Falvak versenyén Európa legszebb főterévé választották.

## Fekvése
A Kossuth tér a megyeszékhely belvárosának szívében helyezkedik el, annak egyik legfontosabb tere, jelentős épületekkel. Északról a Zárda utca, keletről a Fő utca és a Teleki utca, délről a Noszlopy Gáspár utca, nyugatról az Ady Endre utca határolja.

## Története
A kaposvári Belváros a 19. század második felében, illetve a 20. század első évtizedeiben kapta mai formáját. Épületei főként eklektikus stílusúak, vagy a szecesszió jegyeit viselik magukon. A Fő utcát 1987-ben zárták le a járműforgalom elől. A Kossuth teret – a sétálóutca folytatásaként, a környező utcákkal együtt – 2003-ban újították fel. A felújítási munkák keretében díszburkolatokkal, díszes kandeláberekkel, padokkal és a teret átszelő szökőkút-kompozícióval látták el, a járműforgalom elől teljesen elzárták. A környék parkolási gondjait parkolóházak segítik.

## Épületek

### Városháza
A tér déli részén található a Városháza impozáns neoreneszánsz épülete. A Fogadó a Bárányhoz nevű szálló szomszédságában emelt palota a 20. század elején épült. A Kopeczek György és Kertész Róbert tervezőtehetségét dicsérő épületben nemcsak a polgármesteri és a járási hivatalt találjuk meg, hanem néhány műalkotást is. Ilyen például a város díszpolgárainak nevét felsoroló márványtábla, a városcímer, a kaposvári vár épületének festménye, vagy Kossuth Lajos és Deák Ferenc egész alakos portréi, valamint a festett ablakok és a tetővilágító, amely Róth Miksa kiváló üvegfestő keze munkáját dicséri. A Városháza lépcsőházában helyezték el az eredeti Gugyuló Jézus-szobrot is, miután a Csalogány utcai szoborfülkéjéből 2003-ban ellopták és a rendőrség megtalálta.

### Székesegyház
A tér északi felén helyezkedik el a Nagyboldogasszony-székesegyház, amely Magyarország egyik legnagyobb temploma, tornya már messziről jól láthatóan magasodik a város fölé. Kaposvár városképének egyik legfontosabb eleme, a Kossuth tér és a város egyik legszebb épülete. A jelenlegi neoromán épület - sorrendben a harmadik templom ezen a helyen - már 1886 óta a város és a katolikus hitközösség egyik jelképe. Közvetlen szomszédságában helyezkedik el a Székesegyházi Plébániahivatal, a Nagyboldogasszony Római Katolikus Gimnázium és a Püspöki Palota.

### Erzsébet Szálló
A város főtere egykor két neves szállóval is büszkélkedhetett. 1901-ben épült fel a tér délnyugati részén az Erzsébet Szálló, amelyben egykor nemcsak fogadó működött, hanem ott kapott helyet a Forgalmi Adóhivatal és a rendőrség is. Külön érdekessége a díszes saroktorony, a Zsolnay cserepekkel, melyet - formájára utalva viccesen - „bagolyvárnak” is neveztek.

### Kapos Hotel
A székesegyházzal szemben egykor - a Pityók vendéglőt és a Fekete Sast követően - a Korona Szálló állt. Az épület az Esterházyak tulajdonában volt, és 1912-ben alakították át. A szép, szecessziós stílusú, kétemeletes szállóról ma már csak a régi fotográfiák tanúskodnak. Helyén az 1960-as évektől a tér stílusától idegen Kapos Hotel fogadja a vendégeket.

### Egykori gimnázium, majd Pénzügyi Palota
A Kossuth szobor mögötti épület a Fő utcát és a Teleki utcát választja el egymástól. 1864-ben épült gimnáziumnak, majd amikor 1898-ra felépült az iskola új épülete, a pénzügy-igazgatóság költözött ide, később élelmiszeripari szakközépiskola és technikum lett. A 21. század elején teljesen lebontották, majd 2010-re nagyjából eredeti formájában visszaépítették, jelenleg a megyeszékhely egyik legelegánsabb lakó- és irodaháza.

### Csokonai Hotel
Más néven: Dorottya-ház. Az épület a Kossuth tér és a Fő utca sarkán, az egykori Pénzügyi Palotával szemben helyezkedik el. Egykor az Esterházy család somogyi uradalmi központja volt. Nevét Csokonai Vitéz Mihály Dorottya, vagyis a dámák diadalma a Fársángon című vígeposza nyomán kapta, amelynek cselekményét ide helyezte. Az épület mellett Fritz János 1977-ben felavatott Csokonai–mellszobra áll.

### A Haza Kis Polgárainak
A város főterének legidősebb épülete a Haza Kis Polgárainak feliratot viselő, egyszerűségében is gyönyörködtető épület. Itt mindig is iskola működött: 1715-től egy aprócska, fából készült elemi iskola, majd helyén 1832-ben készült el az immár kétemeletes iskolaépület. Volt polgári fiúiskola, kollégium és szakközépiskola is, ma a Nagyboldogasszony Római Katolikus Gimnázium általános iskolája működik itt.

## Szobrok

### Kossuth Lajos szobra
A tér névadójának, Kossuth Lajosnak a szobrát egy kaposvári származású szobrászművész, Kopits János készítette el 1911-ben.

### Nepomuki Szent János szobra
A székesegyházhoz vezető lépcsősor mellvédjén áll Nepomuki Szent János 1748-ban emelt, barokk stílusú, festett kőszobra, Kaposvár legrégibb köztéri szobra. Elsődleges helye nem tisztázott, de amikor 1764–1766 között kisebb, harangszékkel is ellátott védőépületet emeltek köré, még a sáncárkon átívelő, később elpusztult középkori hídnál állt. 1849-ben a védőépületet lebontották, majd a szobor az itt fúrt kút vizét felfogó kőmedencére került. 1985 óta műemlék (törzsszám: 9878; azonosító: 7925). A 19. század elején történt, hogy az éj leple alatt valaki befestette. Hiába keresték, a tettest nem találták meg. Csak hatvan év múlva jelentkezett a fővárosból Kaposi Illés, aki versbe szedve vallotta be tettét. Természetesen felajánlotta a szobor kijavítását is, de az akkori bíró ezt visszautasította.[forrás?]

### Mária-oszlop
A 18. század második feléből származó, rokokó stílusú szobrot Toponárról, a Festetics-kastély udvarából az 1970-es években költöztették a Belvárosba, a székesegyház mellé. Műemléki védelem alatt áll.

## Egyéb építmények, létesítmények

### Testvérvárosi emlékkő
A Kossuth tér Ady Endre utca felőli szélén található a testvérvárosi emlékkő, amelyről megállapíthatjuk Kaposvár testvérvárosainak irányát és távolságát.

### Időjelző ház
1913-ban készíttette a Kaposvári Szépítő Egyesület. A székesegyház mellett található.

### Kandeláberek a templom mellett
A székesegyház mellett álló díszes kandelábereket 1891-ben állították fel, ám az idők során állapotuk nagyon leromlott. 1981-ben a Városszépítő Egyesület felkérésére a Gépészeti Szakközépiskola szakkörösei nekiláttak a nehéz feladatnak, és több éves munkával sikerült megújítaniuk a kandelábereket. Először összegyűjtötték a még meglevő darabokat, áttanulmányozták a műtárgyakat ábrázoló régi fényképeket és Z. Soós István vázlatait, majd tervet készítettek a felújításra. Ezután elkészítették a lámpatesteket; az öntési feladatokban a Kaposvári Villamossági Gyár és a Finommechanikai Vállalat is segítségükre volt. Következő lépésként letisztították a szárakat és a talpakat, majd összeszerelték az elkészült darabokat. A munkával 1983-ra végeztek: erről a kandeláberek ma olvasható felirata is tudósít.

## Rendezvények
A tér és épületei különböző kulturális és sportrendezvények állandó helyszínei:
- Kaposvári Tavaszi Fesztivál
- Rippl-Rónai Fesztivál (Festők Városa Hangulatfesztivál)
- Kaposvári Nemzetközi Kamarazenei Fesztivál
- Kaposvári Farsang - Dorottya Napok
- Kaposvári Mézfesztivál
- Nemzetközi Ifjúsági Sportfesztivál
- T-Home Vivicittá
- K&H Futás
- A Somogy Táncegyüttes műsorai
- Kaposvári Advent
- Miénk a város!

## Közlekedés
A 2003-as felújítás óta a gépjárműforgalom ki van tiltva a térről, de 2015 óta itt, a tér Zárda utca felőli végén található a Kaposvári Tekergő nevű kerékpármegosztó rendszer egyik állomása.

## Képek

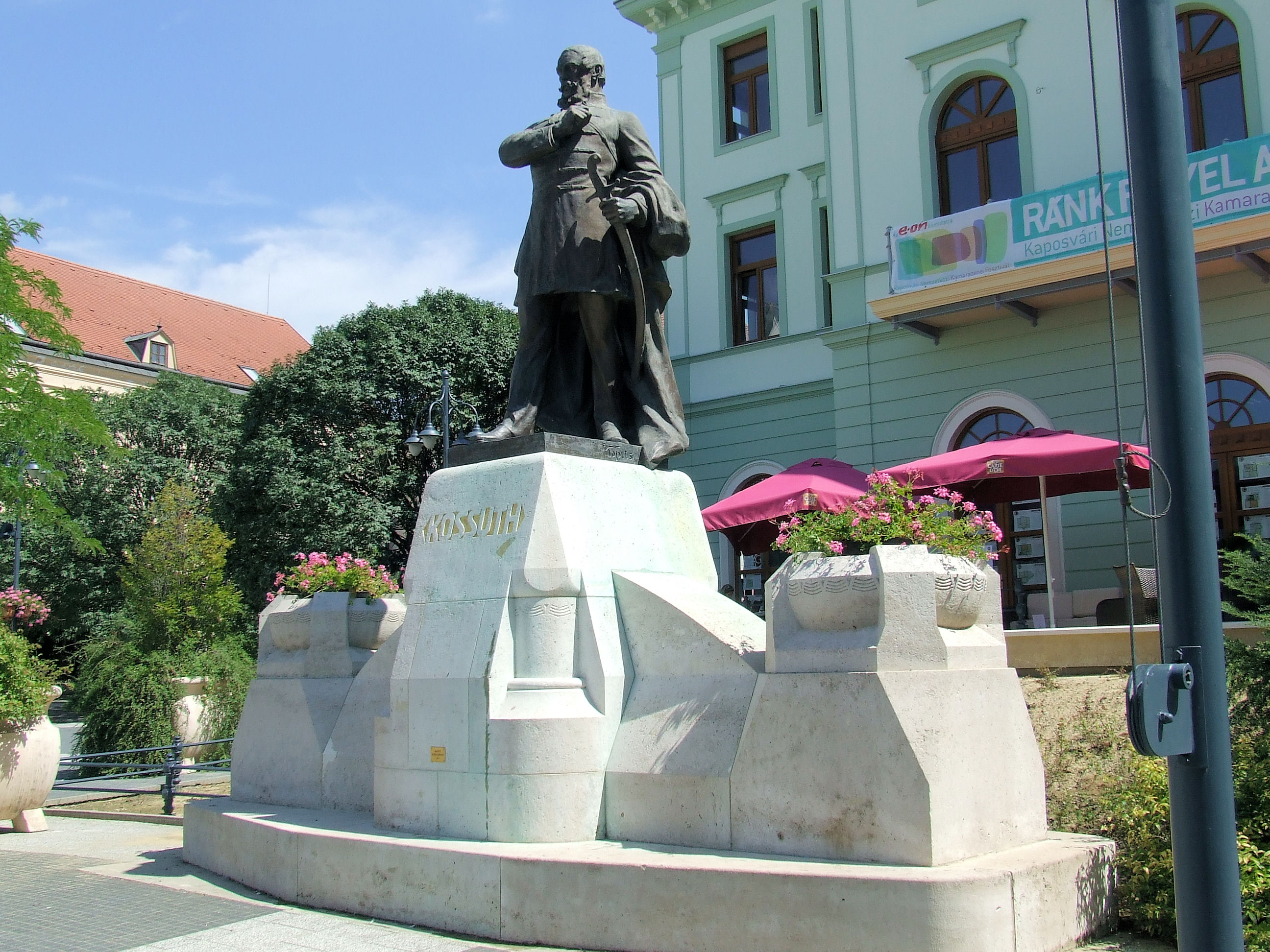
Kossuth Lajos szobra
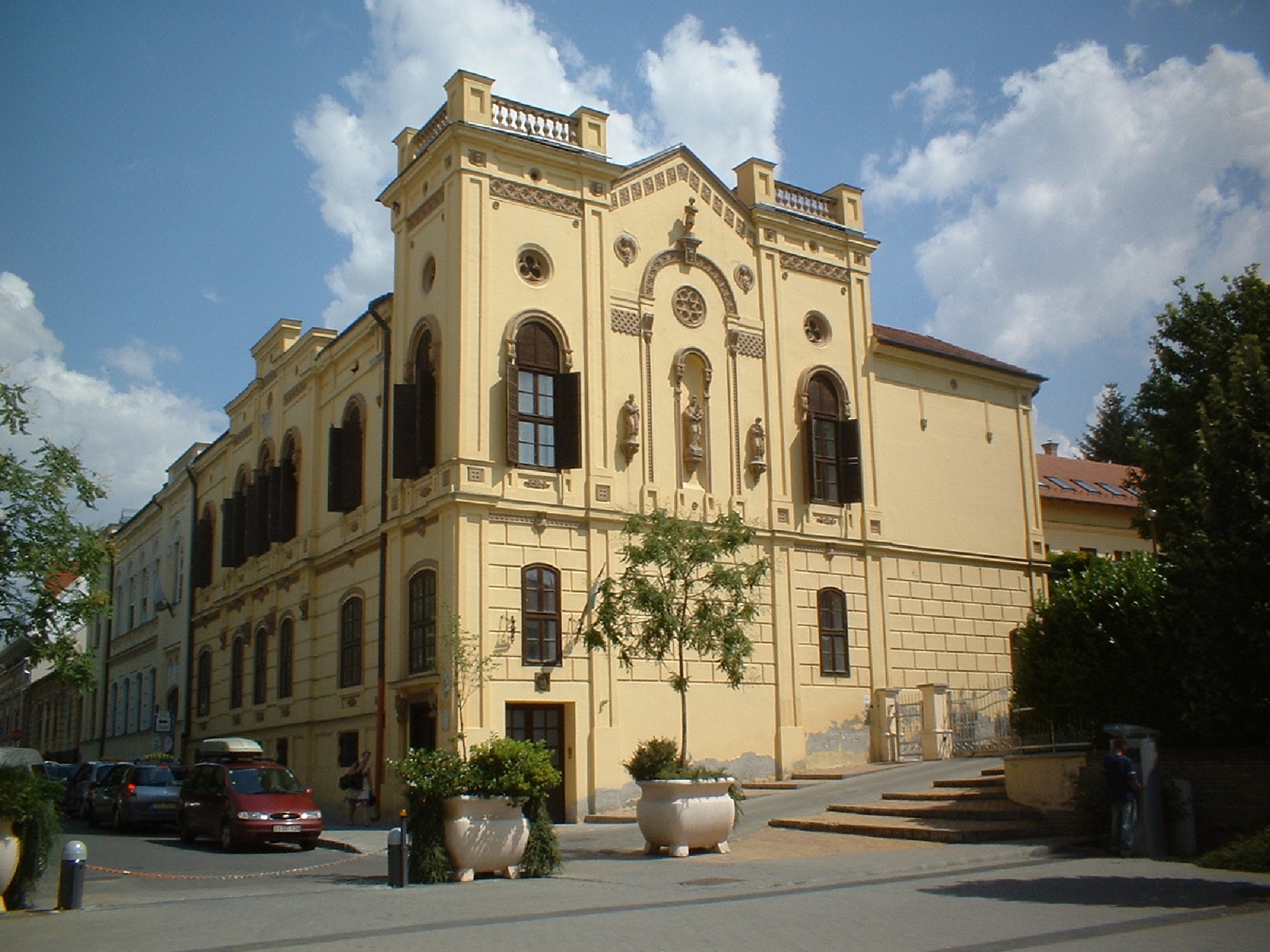
A Püspöki Palota és a Nagyboldogasszony Római Katolikus Gimnázium
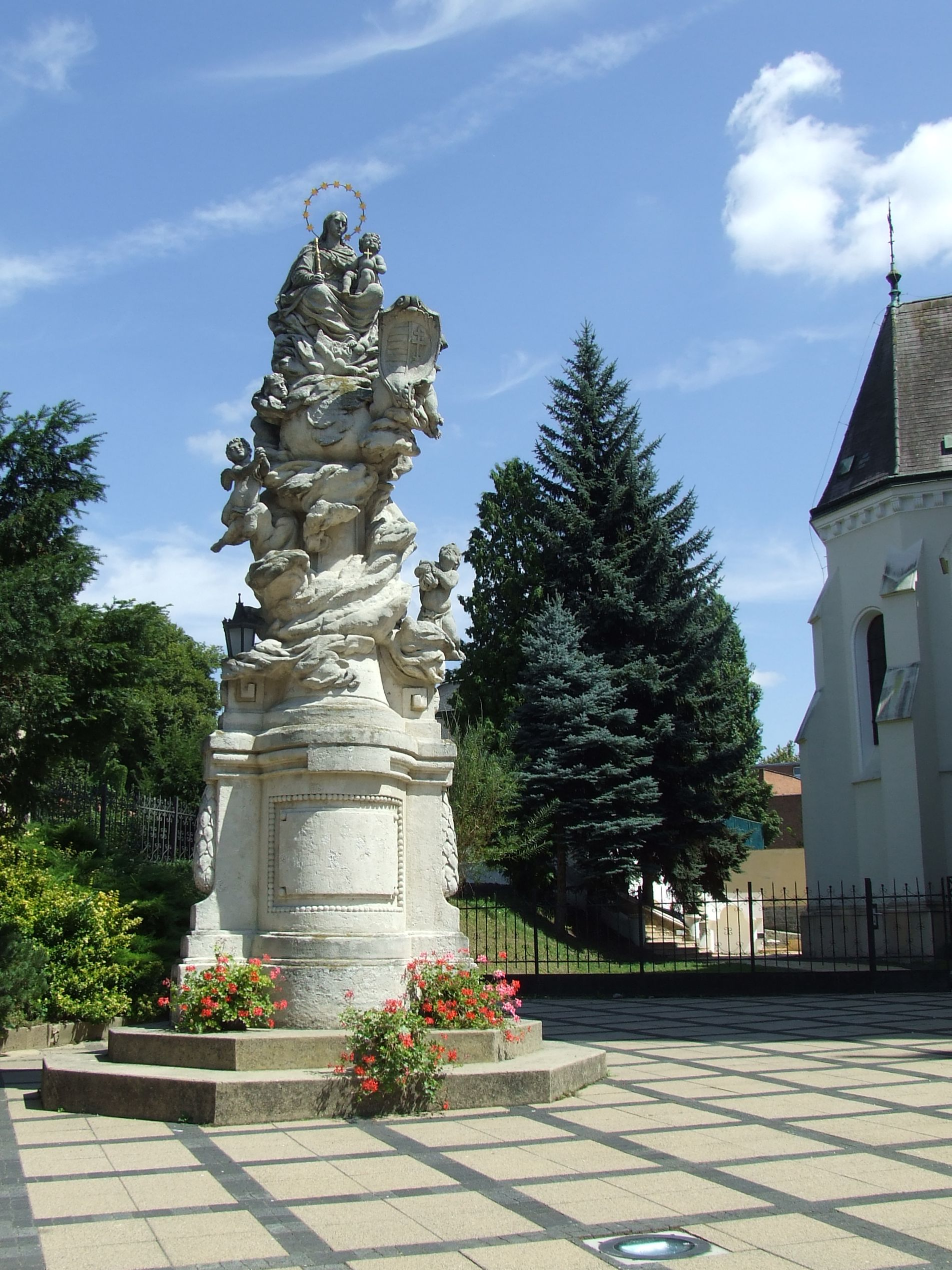
A Mária-oszlop
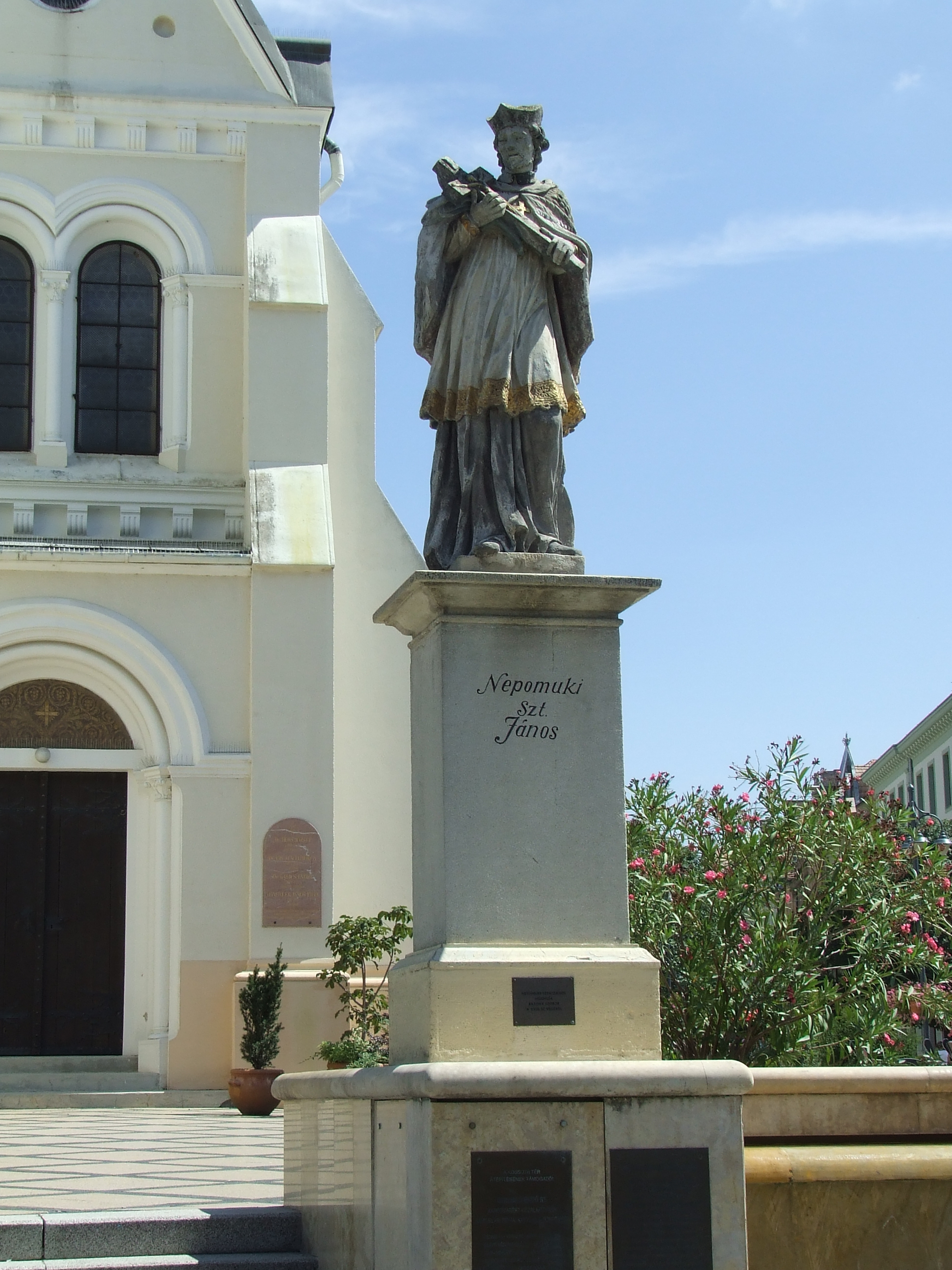
Nepomuki Szent János szobra
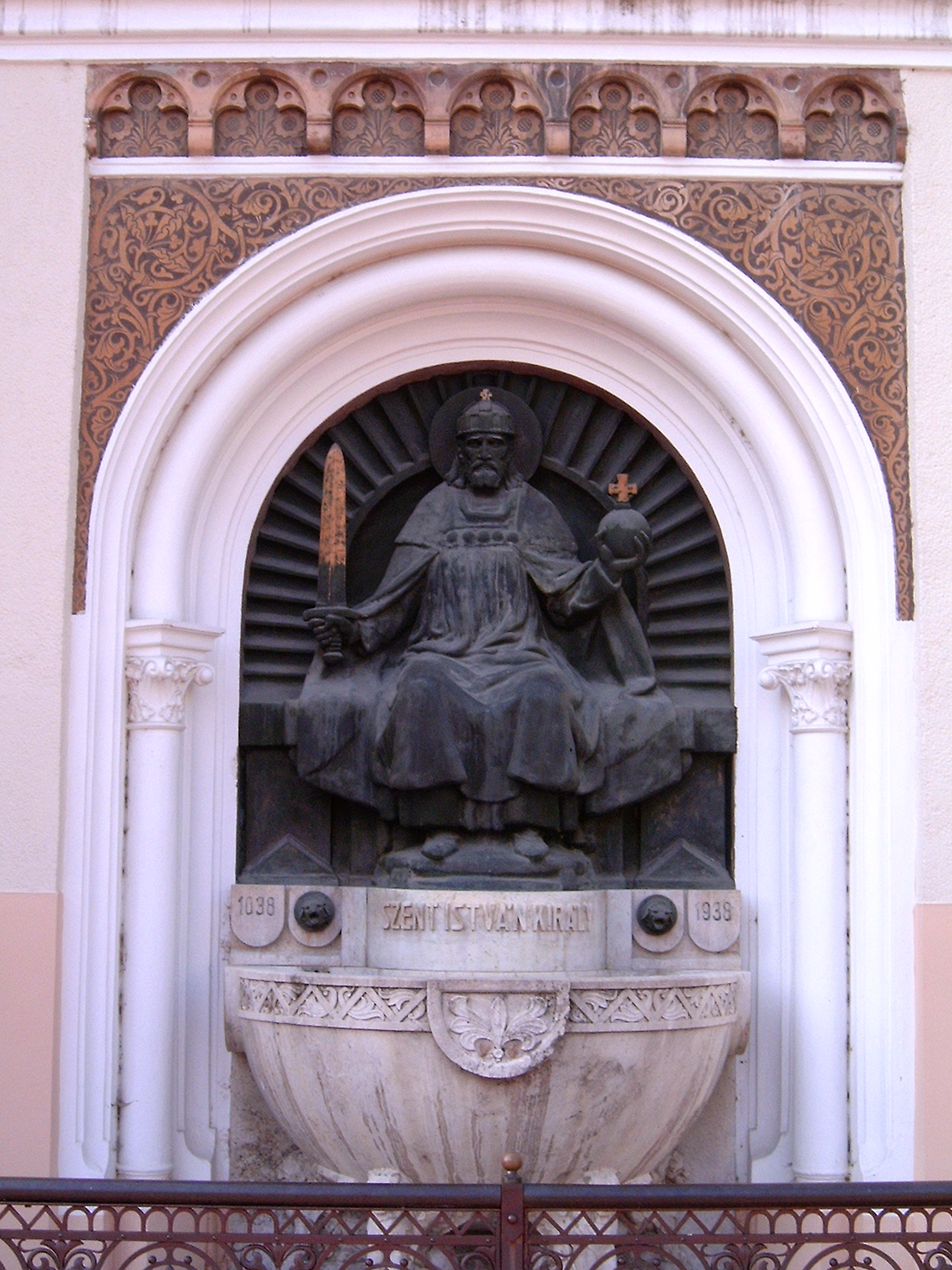
A Szent István-kút a székesegyház oldalán
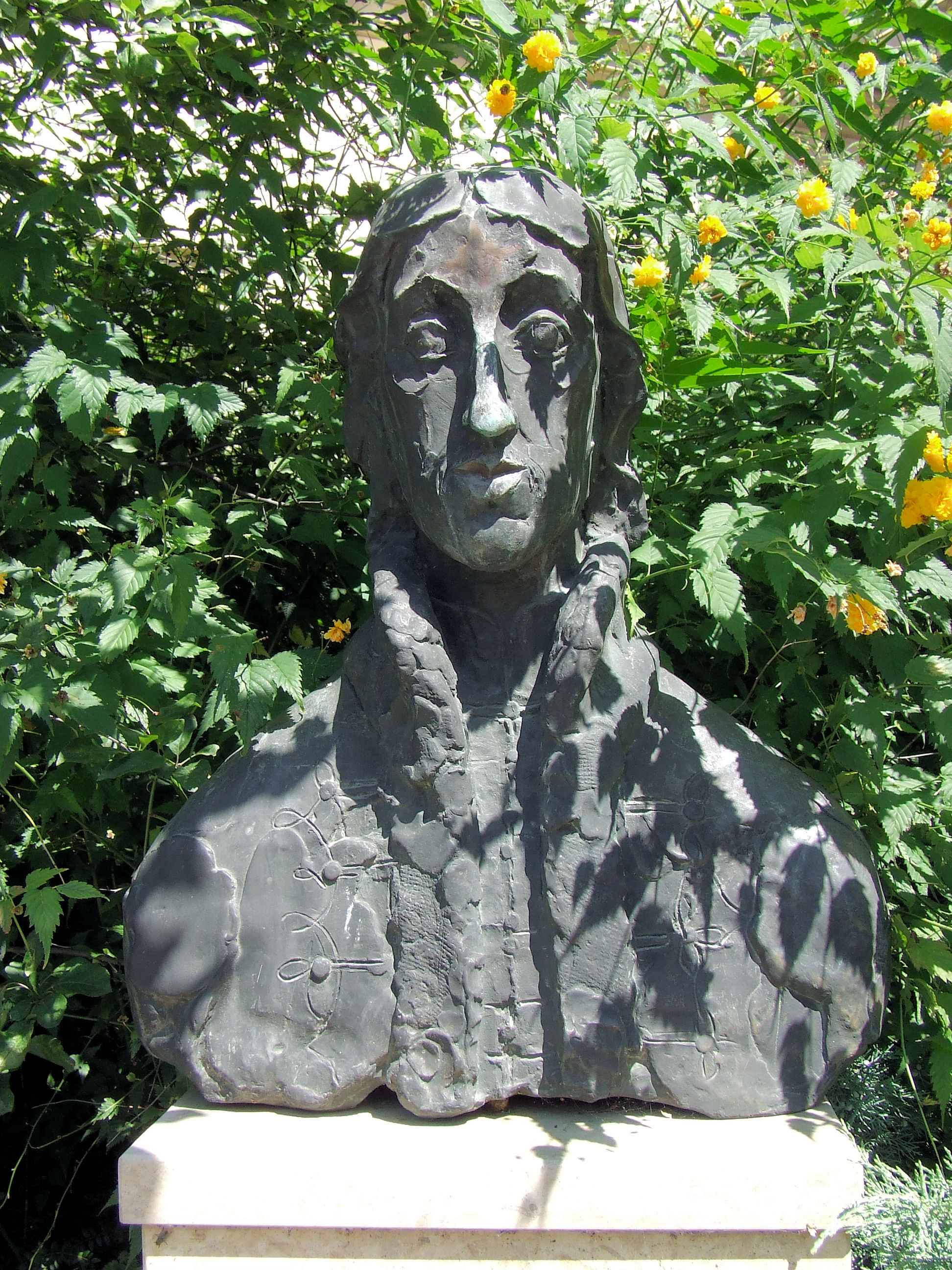
Csokonai mellszobra
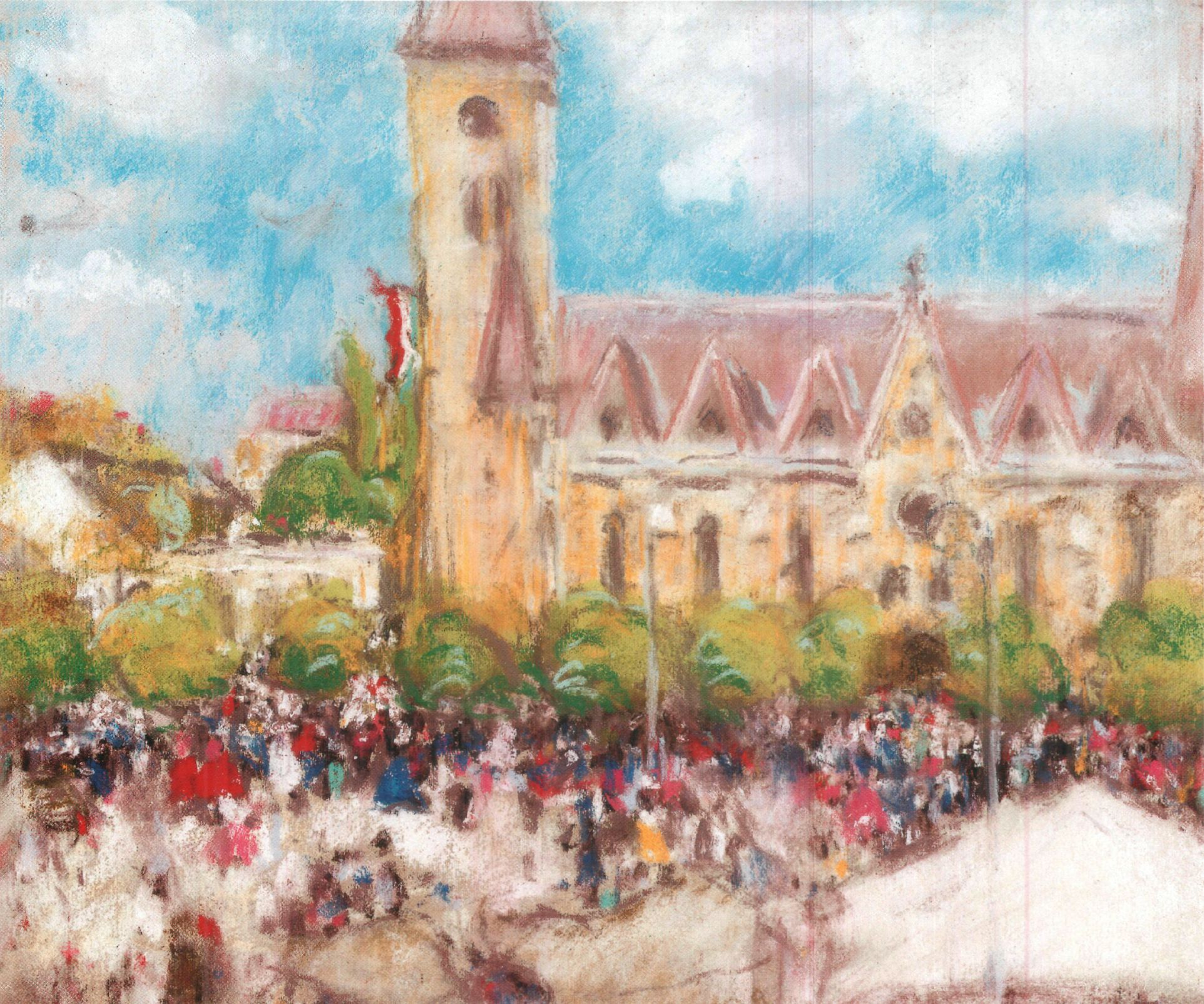
A Kossuth tér Rippl-Rónai József festményén
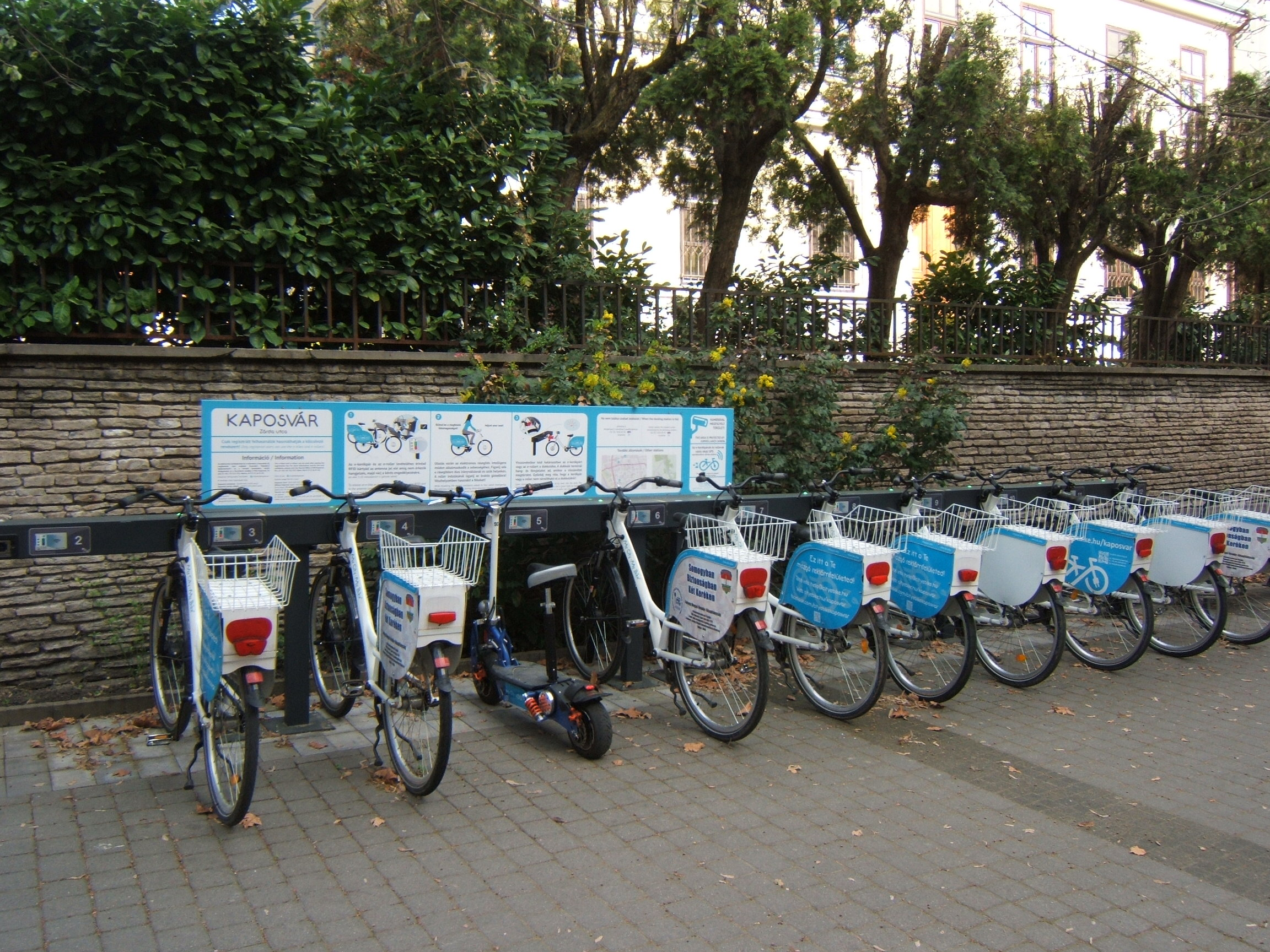
A Kaposvári Tekergő Kossuth téri állomása